# Карита (Тревизо)
Карита је насеље у Италији у округу Тревизо, региону Венето.
Према процени из 2011. у насељу је живело 80 становника. Насеље се налази на надморској висини од 35 м.